# Караоке на Майдане

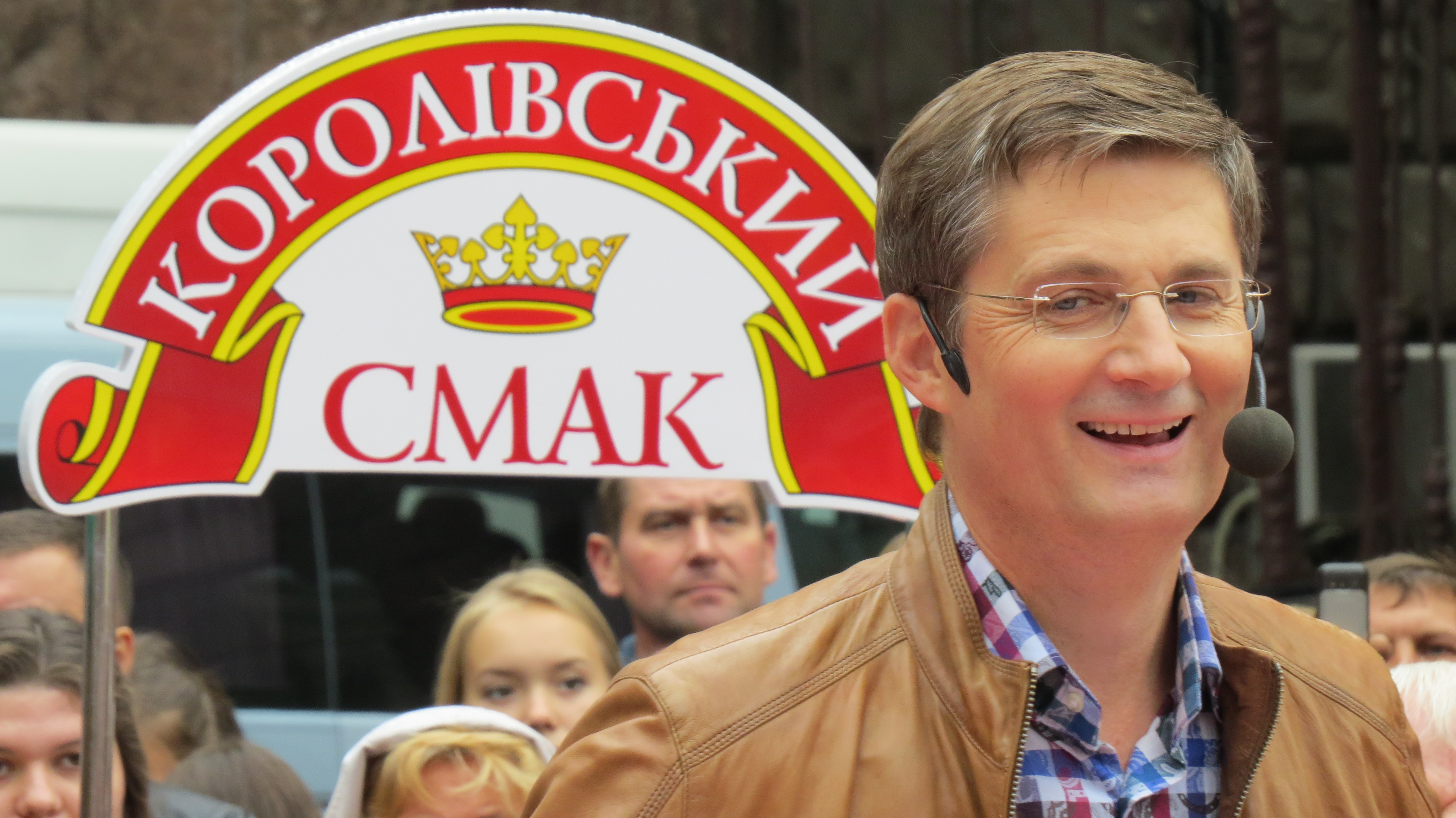
Игорь Кондратюк «Караоке на Майдане» Киев — 2015 год

«Караоке на Майдане»— один из самых рейтинговых телевизионных проектов в Украине, который продержался в эфире двадцать лет.
Ведущий и соавтор проекта — Игорь Кондратюк. Кум Игоря Кондратюка, Андрей Козлов является вторым соавтором «Караоке на Майдані». До запуска на Украине, этот формат шёл в России три года на канале «31» (февраль 1997 — конец 1999 года). На Украине проект стартовал 17 января 1999 и  завершился 29 июля 2007 года на телеканале «Интер». Канал «1+1» купил права на показ программы с 5 августа 2007 по 13 декабря 2009 года. С 20 декабря 2009 проект идёт на канале СТБ. С весны 2010 победитель одной из передач получает право участвовать в песенном шоу X-Фактор.
14 декабря 2018 года Игорь Кондратюк объявил о закрытии проекта. 16 декабря 2018 года были сняты её последние выпуски. Последний эфир состоялся 20 января 2019 года.

## Условия проведения шоу
Программа «Караоке на Майдане» проходила в несколько этапов:
- возле «Пассажа» на Майданe Незалежности собираются люди, и каждый является потенциальным участником игры;
- вначале ведущий поёт песню вместе со всеми;
- затем на своё усмотрение он выбирает для последующей игры тех, кто лучше спел предложенную песню;
- среди избранных певцов определяется финалист программы;
- финалисты собирают деньги для определения победителя;
- кто из финалистов собрал больше денег, тот и победил.

## Защита авторского права Игоря Кондратюка в суде
Телекомпания «ТРК Украина» приобрела права у Игоря Кондратюка на использование сценария и изготовление 15 выпусков программы «Караоке у фонтана», которая копировала формат программы «Караоке на Майдане» и выходила в Донецке. Кондратюк вёл первые несколько выпусков программы. После окончания лицензионного соглашения на протяжении года руководство ТРК продолжало выпуск своей передачи, за что на её руководство был подан иск в суд. Судебные заседания длились на протяжении трех лет. Интересы Игоря Кондратюка отстаивали в суде адвокаты Наталия Субота и Андрей Нечипоренко. Игорь Кондратюк лично посещал судебные слушания.
Это дело по своей сути является уникальным, поскольку является первой на Украине — и успешной — попыткой защитить в судебном порядке права на авторский продукт, который в телеиндустрии имеет название «телевизионный формат».

## Шанс
Новый формат Игоря Кондратюка «Шанс» с ведущими Андреем Кузьменко (Скрябин) и Наталией Могилевской стал идейным продолжением проекта «Караоке на майдане». Герои, которые побеждали в программе «Караоке на майдане» попадали на другую передачу «Шанс», где на протяжении одного дня над ними работали стилисты, визажисты и продюсеры. В конце дня каждый из участников в новом сценическом образе должен исполнить какую-либо песню на сцене.
В проекте также участвовали и благодаря ему стали известны: хореограф Дима Коляденко, продюсер Владимир Бебешко, модельер Алексей Залевский.
Бывшие участники проекта Шанс: Виталий Козловский, Наталья Валевская, Александр Воевудский, Павел Табаков, Ольга Кочеткова, участники группы «Авиатор», группы «Quest Pistols», Пётр Дмитриченко и др.